# Gare de Ghazaouet
La gare de Ghazaouet est une gare ferroviaire algérienne, actuellement fermée, située sur le territoire de la commune de Ghazaouet, dans la wilaya de Tlemcen.

## Situation ferroviaire
La gare est située sur la ligne de Akid Abbes à Ghazaouet dont elle est le terminus et où elle est précédée de la gare de Nedroma.

## Histoire
Lors de la colonisation, la gare portait le nom de gare de Nemours.

## Service des voyageurs

### Desserte
En 2023, la gare n'est pas desservie par les trains de la Société nationale des transports ferroviaires.

## Galerie

Sélection de vues
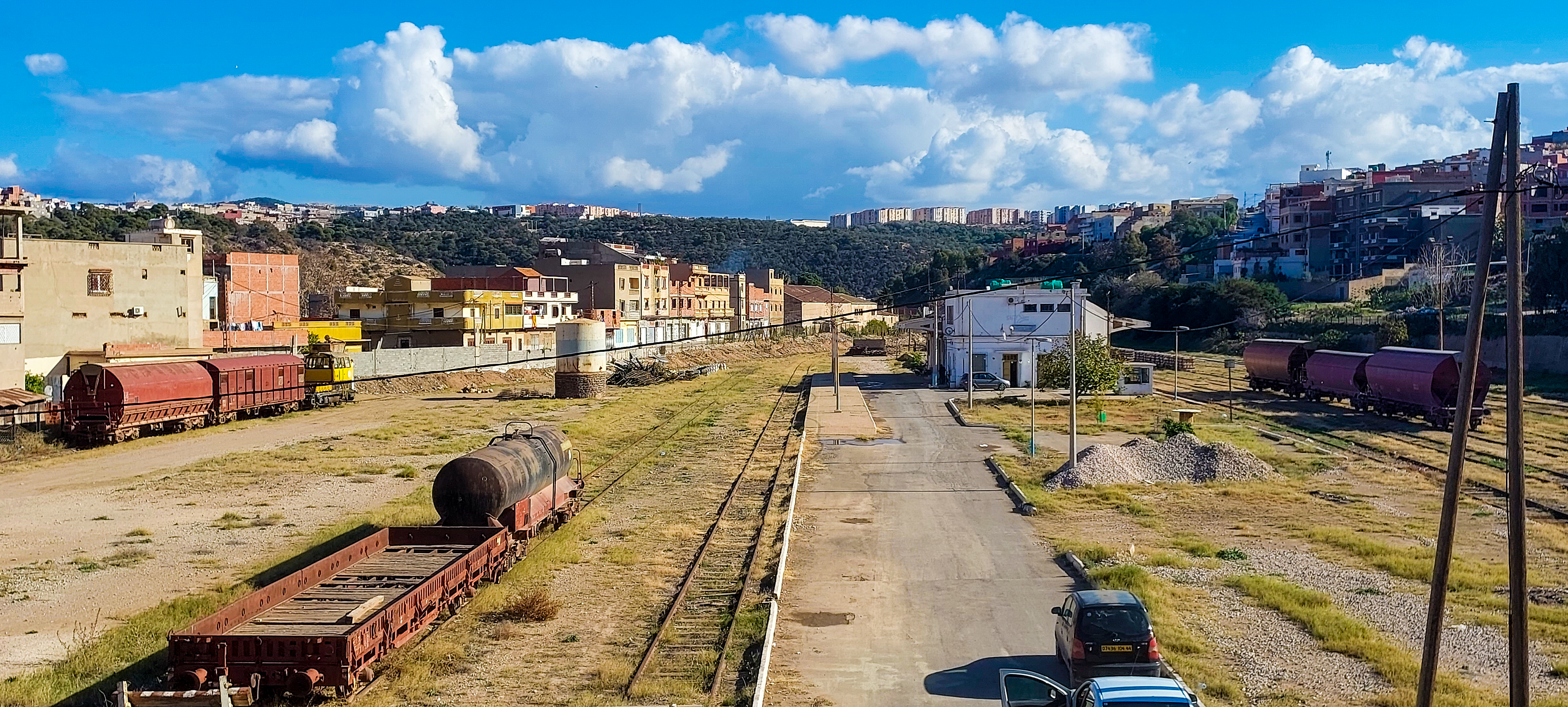
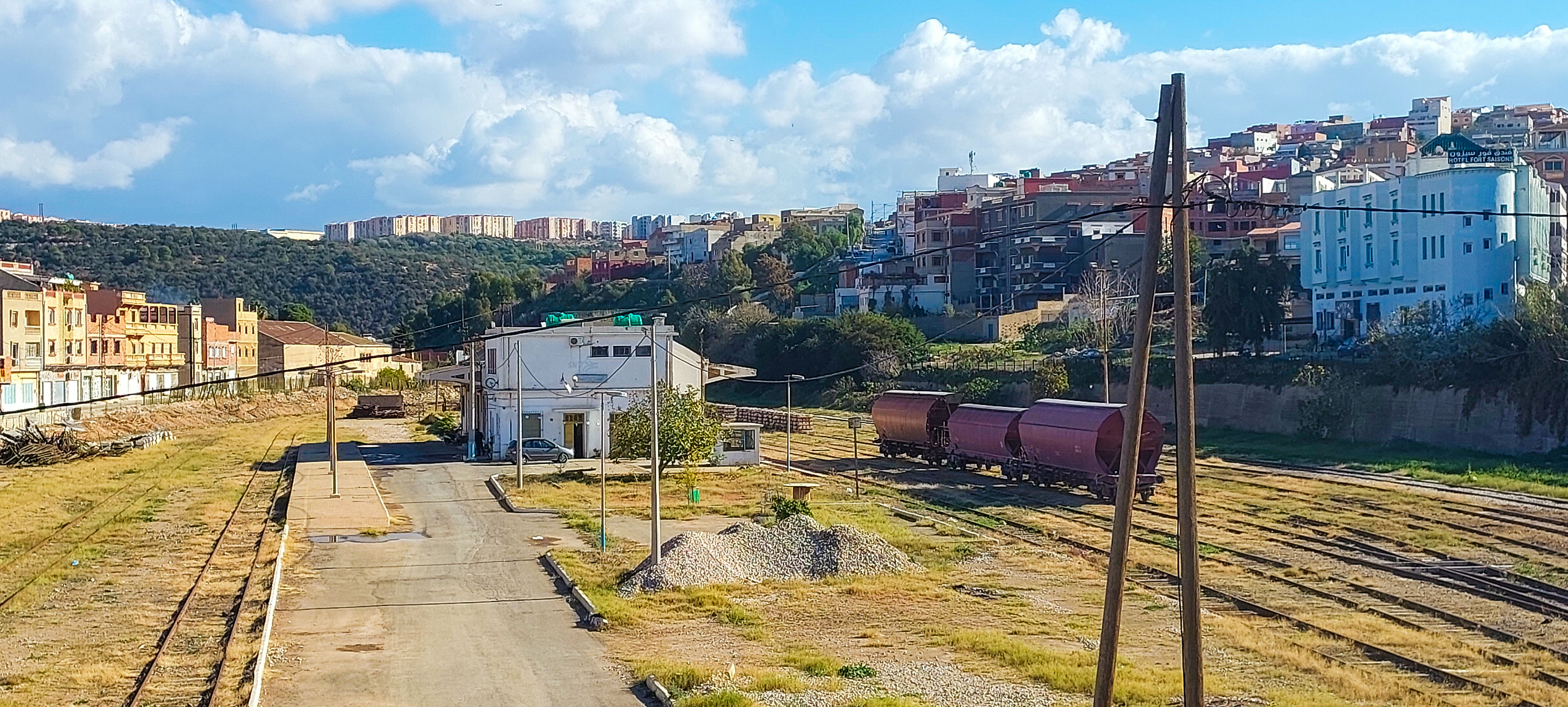
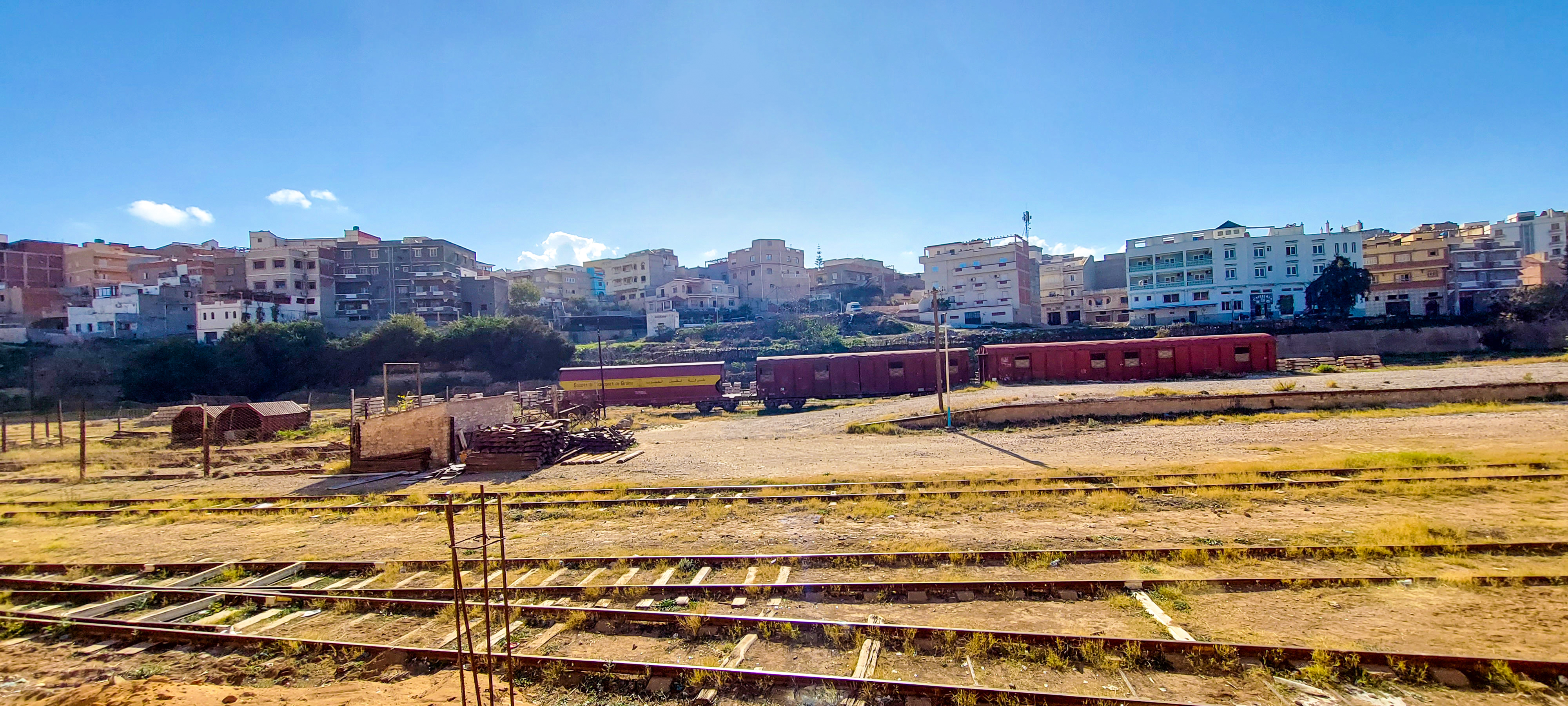